# Las komunalny przy ul. Oriona w Gliwicach
Las przy ul. Oriona – las komunalny w Gliwicach, przy ulicach Oriona i Toszeckiej.

## Powierzchnia
Kompleks leśny przy ulicy Oriona ma 5,3057 ha, a przy ulicy Toszeckiej 32,6317 ha.

## Historia
W okresie międzywojennym teren ten należał najprawdopodobniej do hrabiego Welschek. Po II wojnie światowej był to użytek leśny i nie miał planu urządzenia. Obecny plan urządzenia został opracowany na okres od 1 stycznia 2013 do 31 grudnia 2022 roku.